# Сікорські ІІ
Сікорський II (пол.Sikorski II, Cietrzew odmienny, Leliwa odmienny) − шляхетський герб кашубського походження, різновид герба Тетерів або Леліва.

## Опис герба
Герб був відомий, принаймні, в трьох варіантах. Опис з використанням принципів блазонування, запропонованих Альфредом Знамієровським:
Сікорський II (пол.Sikorski II, Cietrzew odmienny, Leliwa odmienny): у блакитному полі срібний півмісяць з лицем (оком вліво), над яким золота зірка. Клейнод: над шоломом без корони срібний птах. амет блакитний, підбитий сріблом.
Сікорський IIa (пол.Sikorski IIa, Cietrzew odmienny, Leliwa odmienny): у полі півмісяць, над яким зірка. Кольори невідомі. Над щитом сама корона, в клейноді чорний тетерук.
Сікорський IIb (пол.Sikorski IIb, Cietrzew odmienny, Leliwa odmienny): у полі півмісяць з лицем, над яким зірка; на ній птах. Кольори невідомі. Шолом в короні і з наметом, але без клейноду.

## Найбільш ранні згадки
Герб Сікорський II наведений у гербовнику Сєбмахера і Островського (Księga herbowa rodów polskich, bez barw) і Ледебура (Adelslexikon der preussichen Monarchie von...). Варіант IIa взятий із печаті ЯнаТеофіля Сікорського на документі від 6 серпня 1728 року. Варіант IIb взятий із печаті того ж власника з документа, що датований 3 вересня 1720 року. Всі варіанти, ймовірно, відображають послідовні етапи еволюції герба від Тетерука до відміни Леліви.

## Сім'я Сікорських
Герб Сікорський II приписувався гілці з Вармії, від імені якої Антон фон Сікорський 1772 року склав ленну присягу королю Прусії. Антон був спадкоємцем земель Катрайни. З тієї ж лінії, ймовірно, був Йоахим, згадуваний 1809 року, і депутатат для Крайового Департаменту Антон,  згадуваний 1810 року. Різні варіанти вживав Ян Теофіл Сікорський (бл. 1650-1740 рр.), письменник і бургграф гродський поморський, власник села Вищечово.

## Роди
Сікорські (Sikorski, Schikorski, Sicorsky, Sikorsky, Sykorski, Sykorsky).
Сікорські з Кашубії переважно вживали герб тетеруком. З таким гербом вони отривали визнання в Царстві Польському. Герб Сікорський І це варіант герба Тетерів, який розмістив у себе Сєбмахер, і повторив Островський. Існували й інші герби, що вживав цей рід, що виникли, як різновиди основного герба: Сікорські ІІ, Сікорські ІІІ, Сікорські IV і Сікорські V.